# 1989 (album)
1989 – piąty album studyjny amerykańskiej piosenkarki Taylor Swift, wydany 27 października 2014 roku nakładem wytwórni Big Machine. Krążek zadebiutował na pierwszym miejscu Billboard 200, rozchodząc się w pierwszym tygodniu sprzedaży w ilości 1,287 mln egzemplarzy. 1989 stał się najlepiej sprzedającym albumem 2014 roku na rynku amerykańskim z łączną sprzedażą ponad 3,4 mln egzemplarzy. Taylor Swift otrzymała 8 nominacji za album 1989 do nagrody Grammy w 2016 roku.
Płytę promowało sześć singli, z których większość osiągnęła komercyjny sukces, a sam album rozszedł się na całym świecie w ponad 10 500 000 egzemplarzy.

## Lista utworów
| 1989 – wydanie standardowe | 1989 – wydanie standardowe   | 1989 – wydanie standardowe           | 1989 – wydanie standardowe            | 1989 – wydanie standardowe |
| Nr                         | Tytuł utworu                 | Autorzy                              | Produkcja                             | Długość                    |
| -------------------------- | ---------------------------- | ------------------------------------ | ------------------------------------- | -------------------------- |
| 1.                         | „Welcome to New York”        | Taylor Swift, Ryan Tedder            | Tedder, Noel Zancanella, Swift        | 3:32                       |
| 2.                         | „Blank Space”                | Swift, Max Martin, Shellback         | Martin, Shellback                     | 3:51                       |
| 3.                         | „Style”                      | Swift, Martin, Shellback, Ali Payami | Martin, Shellback, Payami             | 3:51                       |
| 4.                         | „Out of the Woods”           | Swift, Jack Antonoff                 | Antonoff, Swift, Martin               | 3:55                       |
| 5.                         | „All You Had to Do Was Stay” | Swift, Martin                        | Martin, Shellback, Mattman & Robin    | 3:13                       |
| 6.                         | „Shake It Off”               | Swift, Martin, Shellback             | Martin, Shellback                     | 3:39                       |
| 7.                         | „I Wish You Would”           | Swift, Antonoff                      | Antonoff, Swift, Greg Kurstin, Martin | 3:27                       |
| 8.                         | „Bad Blood”                  | Swift, Martin, Shellback             | Martin, Shellback                     | 3:31                       |
| 9.                         | „Wildest Dreams”             | Swift, Martin, Shellback             | Martin, Shellback                     | 3:40                       |
| 10.                        | „How You Get the Girl”       | Swift, Martin, Shellback             | Martin, Shellback                     | 4:07                       |
| 11.                        | „This Love”                  | Swift                                | Nathan, Chapman, Swift                | 4:10                       |
| 12.                        | „I Know Places”              | Swift, Tedder                        | Tedder, Zancanella, Swift             | 3:15                       |
| 13.                        | „Clean”                      | Swift, Imogen Heap                   | Heap, Swift                           | 4:30                       |
|                            |                              |                                      |                                       | 48:41                      |

## Notowania
| Lista (2014-15)                     | Najwyższa pozycja |
| ----------------------------------- | ----------------- |
| Australia (ARIA Charts)             | 1                 |
| Austria (Ö3 Austria Top 40)         | 5                 |
| Belgia (Ultratop 50 Flandria)       | 1                 |
| Belgia (Ultratop 50 Walonia)        | 7                 |
| Brazylia (ABPD)                     | 3                 |
| Czechy (ČNS IFPI)                   | 17                |
| Dania (Tracklisten)                 | 2                 |
| Finlandia (Suomen virallinen lista) | 10                |
| Francja (SNEP)                      | 9                 |
| Grecja (IFPI)                       | 11                |
| Hiszpania (PROMUSICAE)              | 4                 |
| Holandia (MegaCharts)               | 1                 |
| Irlandia (IRMA)                     | 1                 |
| Japonia (Oricon)                    | 3                 |
| Kanada (Canadian Hot 100)           | 1                 |
| Korea Południowa (Gaon)             | 2                 |
| Meksyk (AMPROFON)                   | 1                 |
| Niemcy (Media Control Charts)       | 4                 |
| Norwegia (VG-Lista)                 | 1                 |
| Nowa Zelandia (Recorded Music NZ)   | 1                 |
| Polska (OLiS)                       | 17                |
| Portugalia (AFP)                    | 3                 |
| Rosja (NFPP)                        | 7                 |
| RPA (RISA)                          | 7                 |
| Szwajcaria (Schweizer Hitparade)    | 3                 |
| Szwecja (Sverigetopplistan)         | 23                |
| Tajwan (G-Music)                    | 2                 |
| Stany Zjednoczone (Billboard 200)   | 1                 |
| Węgry (MAHASZ)                      | 22                |
| Wielka Brytania (UK Albums Chart)   | 1                 |
| Włochy (FIMI)                       | 5                 |

## Certyfikaty
| Kraj                              | Certyfikat | Sprzedaż   |
| --------------------------------- | ---------- | ---------- |
| Australia (ARIA)                  | Diament    | 500 000+   |
| Austria (IFPI Austria)            | 2x Platyna | 30 000+    |
| Brazylia (ABPD)                   | Platyna    | 90 000+    |
| Chiny (SAPPRFT)                   | Platyna    | 20 000+    |
| Dania (IFPI)                      | Platyna    | 20 000+    |
| Hiszpania (PROMUSICAE)            | Złoto      | 20 000+    |
| Japonia (RIAJ)                    | Platyna    | 250 000+   |
| Kanada (Music Canada)             | 6x Platyna | 425 000+   |
| Meksyk (AMPROFON)                 | 2x Platyna | 120 000+   |
| Niemcy (BVMI)                     | Złoto      | 100 000+   |
| Nowa Zelandia (Recorded Music NZ) | 6x Platyna | 90 000+    |
| Polska (ZPAV)                     | 3x Platyna | 60 000+    |
| RPA (RISA)                        | Złoto      | 20 000+    |
| Stany Zjednoczone (RIAA)          | 9x Platyna | 9 000 000+ |
| Szwecja (GLF)                     | Złoto      | 20 000+    |
| Wielka Brytania (BPI)             | 3x Platyna | 900 000+   |
| Włochy (FIMI)                     | Złoto      | 25 000+    |